# Kadov (district de Znojmo)
Pour les articles homonymes, voir Kadov.
Kadov (en allemand : Kodau) est une commune du district de Znojmo, dans la région de Moravie-du-Sud, en République tchèque. Sa population s'élevait à 154 habitants en 2020.

## Géographie
Kadov se trouve à 8 km au sud-sud-ouest de Moravský Krumlov, à 23 km au nord-est de Znojmo, à 34 km au sud-ouest de Brno et à 181 km au sud-est de Prague.
La commune est limitée par Petrovice au nord, par Lesonice au nord-est, par Miroslavské Knínice à l'est, par Miroslav au sud-est, et par Hostěradice au sud et à l'ouest.

## Histoire
La première mention écrite de la localité date de 1235.